# Kevin Rodney Sullivan
Kevin Rodney Sullivan (San Francisco, 3 agosto 1958) è un attore e regista statunitense.

## Biografia
Sullivan nacque a San Francisco, in California e venne avviato dai genitori nel mondo dello spettacolo fin da piccolo diventando un promettente attore bambino, comparendo in molti spot televisivi. Nel 1979 il debutto sul grande schermo con il film American Graffiti 2; negli anni seguenti prese parte ad altre produzioni tra cui spicca Star Trek II - L'ira di Khan e ruoli televisivi (Happy Days). Nel 1987 ha esordito come regista televisivo dirigendo un episodio della serie Saranno famosi, nel 1990 il primo film tv Moe's World ed infine nel 1998 il primo lungometraggio cinematografico Benvenuta in Paradiso basato su un romanzo di Terry McMillan. Attualmente è sposato con Nita ed ha una figlia Nicole Lynnae Sullivan, anche lei attrice.

## Filmografia

### Attore
- American Graffiti 2 (More American Graffiti), regia di Bill L. Norton (1979)
- Star Trek II - L'ira di Khan (Star Trek II: The Wrath of Khan), regia di Nicholas Meyer (1982)
- Night Shift - Turno di notte (Night Shift), regia di Ron Howard (1982)
- Le avventure di Buckaroo Banzai nella quarta dimensione (The Adventures of Buckaroo Banzai Across the 8th Dimension), regia di W. D. Richter (1984)

### Regista

#### Cinema
- Benvenuta in paradiso (How Stella Got Her Groove Back) (1998)
- La bottega del barbiere 2 (Barbershop 2: Back in Business) (2004)
- Indovina chi (Guess Who) (2005)

#### Televisione
- Father Lefty - film TV (2002)